# Michel Pavić
Milorad Pavić (Servisch: Милорад Павић) (Valjevo, 11 november 1921 - aldaar, 16 augustus 2005), ook bekend als Miša Pavić of Michel Pavić, was een voetballer en voetbalcoach uit ex-Joegoslavië. Hij was trainer van topclubs als Rode Ster Belgrado, Benfica, Sporting Lissabon en de Belgische eersteklassers Standard Luik, Club Brugge en Club Luik. 

## Loopbaan

### Joegoslavische periode
Pavić speelde bij Valjevo SK en Rode Ster Belgrado. Tijdens de Tweede Wereldoorlog werd hij een tijd krijgsgevangen genomen door de Duitsers.
In 1957 zette hij een punt achter zijn spelersloopbaan en werd onmiddellijk trainer bij Rode Ster. Pavić won met de club drie landstitels (1959, 1960 en 1964) en won eveneens driemaal de Beker van Joegoslavië. Hij was er 7 jaar trainer en combineerde dit tijdelijk met de functie van bondscoach van het Joegoslavisch voetbalelftal. Pavić leidde de ploeg tot in de halve finales van het wereldkampioenschap voetbal 1962 in Chili waarin het elftal verloor van Tsjecho-Slowakije met 3-1.

### Belgische periode
Pavić trok in december 1964 naar het Belgische Standard Luik en bleef er ruim drie seizoenen. Hij won met Standard tweemaal de Beker van België (1966 en 1967) maar kon geen landstitel veroveren. In de Europacup II was hij met Standard wel succesvoller: in 1967 bereikte de ploeg de halve finales waarin ze verloren van Bayern München en in 1968 bereikte de ploeg de kwartfinales waarin ze verloren van AC Milan. In 1968 werd Pavić door toedoen van Constant Vanden Stock aangetrokken door Club Brugge. De ploeg eindigde slechts op de vijfde plaats en werd Europees vroeg uitgeschakeld. Pavić werd na één seizoen ontslagen en werd ingelijfd door Club Luik. Hij was er twee seizoenen trainer en eindigde met de ploeg telkens in de middenmoot van de rangschikking in Eerste Klasse. Dit betekende tevens het einde van zijn Belgische periode.

### Iberische periode
In 1972 trok Pavić naar het Spaanse Athletic de Bilbao. Hij was er twee seizoenen actief en won met de club in 1973 de Beker van Spanje. Daarna trainde hij Benfica waarmee hij in 1975 landskampioen werd en in de Europacup II 1974/75 doorstootte tot in de kwartfinales, waarin de club verloor van PSV Eindhoven. Hij bleef er één seizoen en ging daarna naar toenmalig Segunda División A-club CD Málaga, waarmee hij onmiddellijk promoveerde. Het volgende seizoen kon de degradatie niet vermeden worden. Na een intermezzo bij FC Rouen, waar hij ontslagen werd wegens het ontbreken van resultaten, ging Pavić naar Sporting Lissabon. Hij bleef er één seizoen en ook hier vielen de resultaten tegen. Europees werd de ploeg in de eerste ronde in de Europacup II 1978/79 uitgeschakeld. In 1980 ging Pavić naar Celta de Vigo en bleef er drie seizoenen. Hij eindigde met de ploeg telkens in de middenmoot van de rangschikking van de Spaanse Primera División. In 1983 leidde hij één seizoen de trainingen bij RCD Espanyol en sloot daarna zijn Iberische periode af.

### Terug bij Standard
In 1985 keerde Pavić terug naar Standard Luik waar tot hij technisch directeur werd benoemd. Hij kreeg er de opdracht om een nieuwe ploeg uit te bouwen na het omkoopschandaal Standard-Waterschei. Hij was er nog tweemaal kortstondig trainer, van mei 1985 tot juni 1986 en van oktober 1987 tot maart 1988. Omdat de resultaten bleven tegenvallen werd Pavić vervangen door Jef Vliers die sinds 1986 technisch directeur was bij de club. Pavić bleef nog een aantal jaar in België wonen maar keerde op zijn oude dag terug naar zijn geboortestad Valjevo waar hij in 2005 stierf.